# 布赖地区方丹
布赖地区方丹（法語：Fontaine-en-Bray，法語發音：[fɔ̃tɛn ɑ̃ bʁɛ]）是法国诺曼底大区滨海塞纳省的一个市镇，属于迪耶普区。 

## 地名
“方丹”（Fontaine）意为“泉”。法语地名通名在“枫丹白露”（Fontainebleau）等少数拥有传统译名的地名中译作“枫丹”，不过在《世界地名翻译大辞典》、《世界地名译名词典》和《法国地图册》等主流地名译名类书籍资料中多译作“方丹”。

## 地理
布赖地区方丹（49°40'32"N, 1°25'36"E）面积6.03 平方千米，位于法国诺曼底大区滨海塞纳省，迪耶普东南约53千米，D1、D114和D119公路的交界处。 
与布赖地区方丹接壤的市镇（或旧市镇、城区）包括：圣赛尔、布拉迪扬库尔、马西、讷维尔费里耶尔。
布赖地区方丹的时区为UTC+01:00、UTC+02:00（夏令时）。

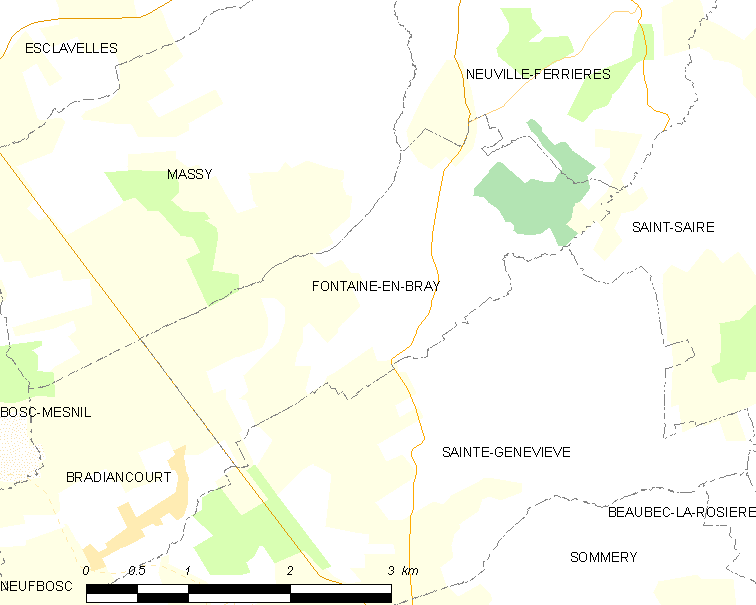
布赖地区方丹的OSM定位图

## 行政
布赖地区方丹的邮政编码为76440，INSEE市镇编码为76269。

## 政治
布赖地区方丹所属的省级选区为布赖地区讷沙泰勒县。

## 人口

1962-2008年间布赖地区方丹人口变化图示

布赖地区方丹于2022年1月1日时的人口数量为167人。